# Jác
Jác (szlovákul Jacovce) község Szlovákiában, a Nyitrai kerület Nagytapolcsányi járásában. Kis-, Nagy- és Nemesjác egyesítésével jött létre.

## Fekvése

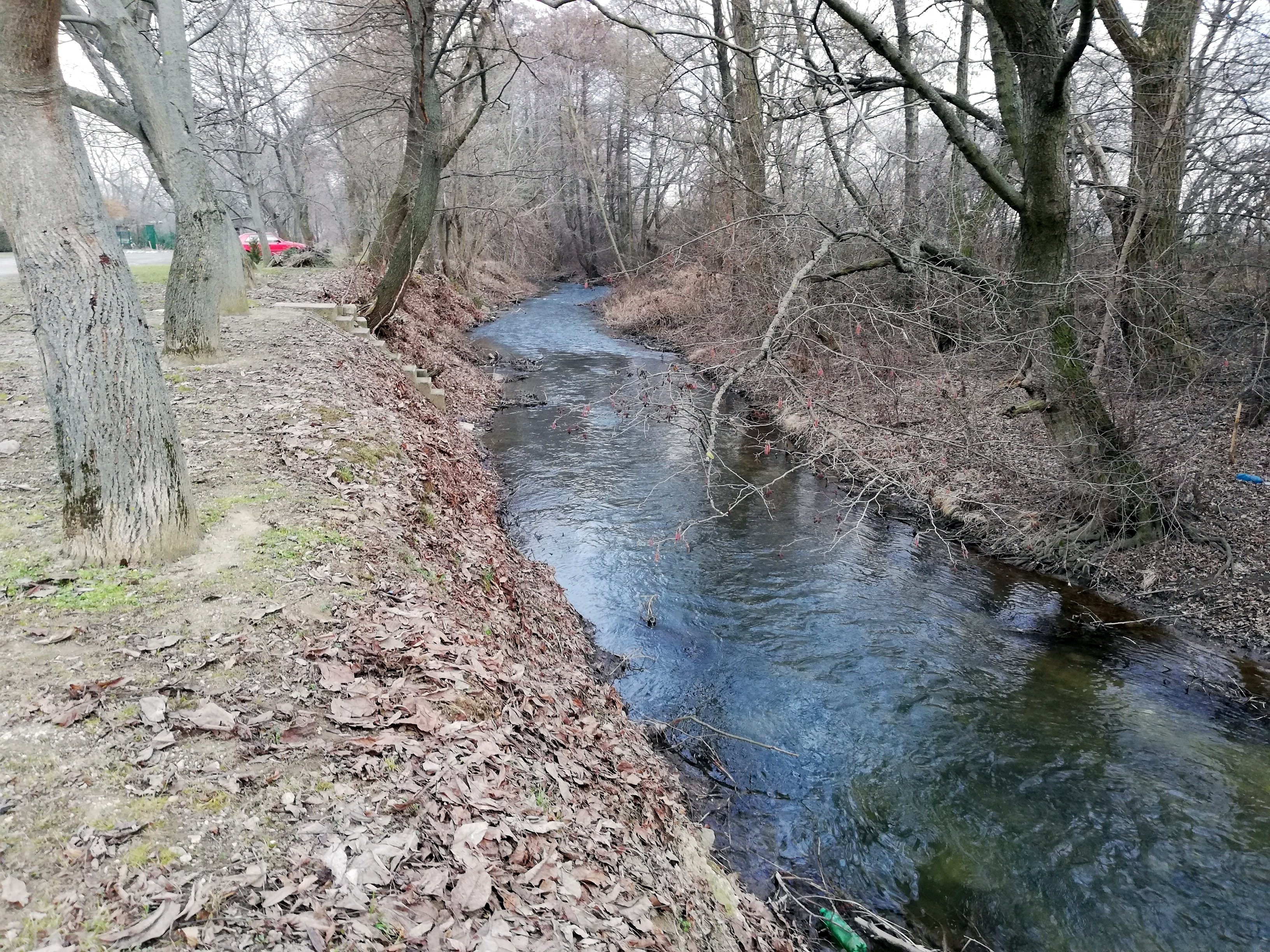
patak
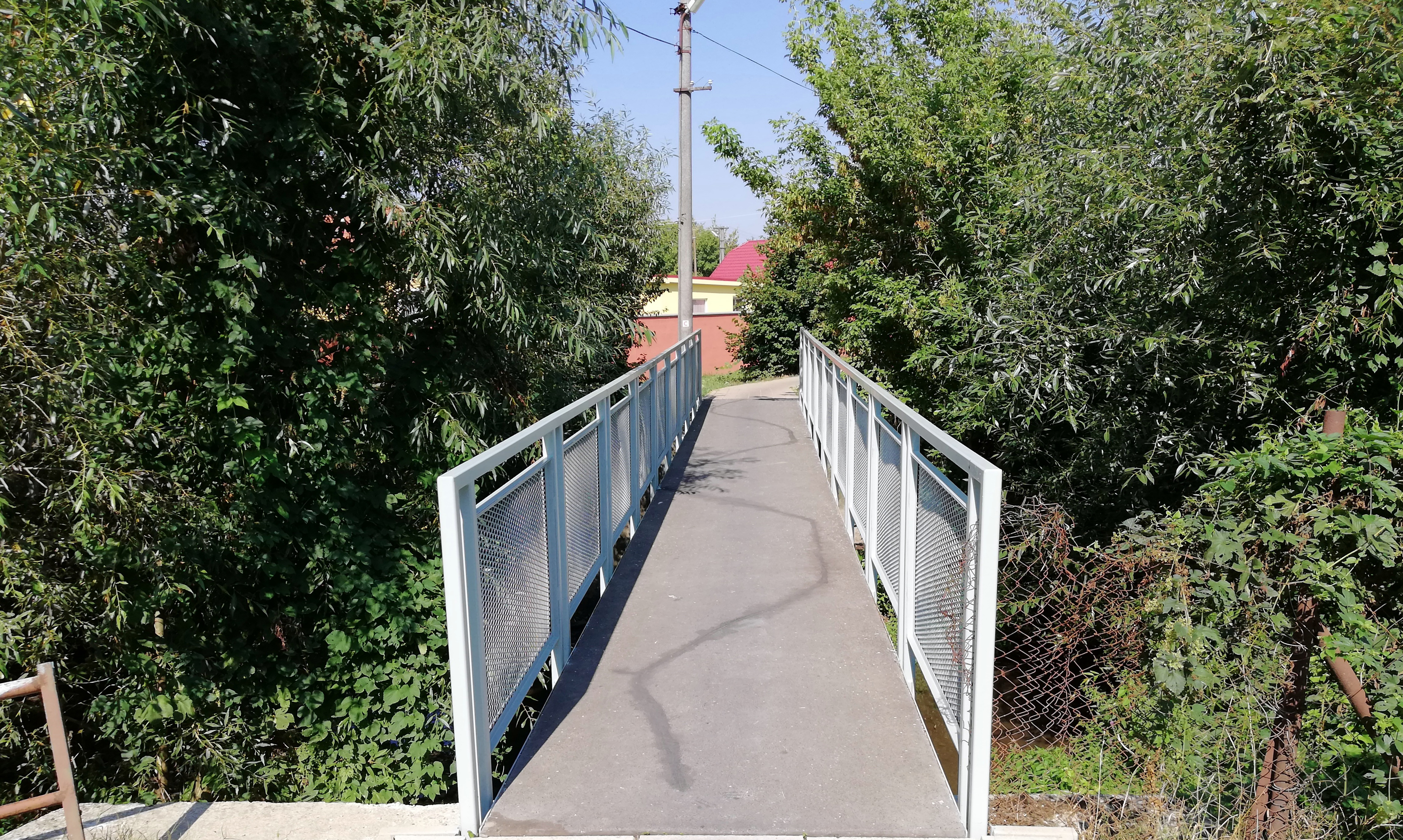

Nagytapolcsánytól 5 km-re északnyugatra fekszik.

## Élővilága
A településen régóta fészkelnek gólyák. 2022-2024 között évenként 4 fiókát számoltak össze.

## Története
1216-ban, más forrás szerint 1224-ben említik először. 1255-ben "Ieche", 1390-ben "Nag Jech", 1510-ben "Fewlsew Nagh Jecz", "Kewzebsewkysjecz" néven szerepel az írott forrásokban. 1390-től a nagytapolcsányi váruradalom része. 1715-ben 9 jobbágy és 4 zsellércsaládja volt. 1753-ban 32 család lakta. 1787-ben 39 házában 334 lakos élt. Lakói mezőgazdasággal foglalkoztak. 1944 és 1948 között Tavarnokkal egyesítették.
Vályi András szerint "Kis, Nagy, és Német Jácz. Három tót faluk Nyitra Várm. földes Uraik Bossányi, Gróf Traun, és több Uraságok, lakosai katolikusok, fekszenek Nagy Tapolcsánhoz mint egy fél mértföldnyire, földgyei, és réttyei jók, legelőjök tágas."
Fényes Elek geográfiai szótárában "Jácz (Kis), (Jaczovcze), tót falu, Nyitra vmegyében, 142 kath., 7 zsidó lak. F. u. gr. Erdődi Józsefné."  Archiválva 2007. szeptember 27-i dátummal a Wayback Machine-ben
"Jácz (Nagy), tót falu, Nyitra vmegyében, 510 kath., 188 zsidó lak., kath. paroch. templommal, synagogával. Bikkes erdejök derék. F. u. többen. Ut. p. Nagy-Tapolcsán."  Archiválva 2007. szeptember 27-i dátummal a Wayback Machine-ben
Nemesjác 1390-ben tűnik fel először a forrásokban. Nemesi családok birtoka volt. 1753-ban 28 zsellércsalád lakta. 1828-ban 18 házában 128 lakos élt. A 19. század közepén egyesítették Nagyjáccal.
Fényes Elek szerint "Jácz (Nemes), (Zemanszke Jaczovcze), tót falu, Nyitra vmegyében, 119 kath., 1 evang., 8 zsidó lak. Ut. p. N.-Tapolcsán."  Archiválva 2007. szeptember 27-i dátummal a Wayback Machine-ben
A trianoni békeszerződésig Nyitra vármegye Nagytapolcsányi járásához tartozott.

## Népessége
| Év:            | 1994. | 2004.   | 2014.   | 2024.   |
| -------------- | ----- | ------- | ------- | ------- |
| Emberek száma: | 1807  | 1795    | 1754    | 1770    |
| Eltérés:       |       | -0,66 % | -2,28 % | +0,91 % |

| Év:            | 2023. | 2024.   |
| -------------- | ----- | ------- |
| Emberek száma: | 1782  | 1770    |
| Eltérés:       |       | -0,67 % |

1910-ben 1102, többségében szlovák anyanyelvű lakosa volt, jelentős magyar kisebbséggel.
2001-ben 1787 lakosából 1767 szlovák volt.
2011-ben 1770 lakosából 1733 szlovák volt.

## Neves személyek
- Nagyjácon született 1761-ben Jedlicska Tamás római katolikus plébános.
- Itt született 1933-ban Ján Sokol katolikus pap, nagyszombati érsek.
- Itt született 1951-ben Dušan Herda Európa-bajnok csehszlovák válogatott szlovák labdarúgó.
- Itt született 1953-ban Ladislav Jurkemik Európa-bajnok csehszlovák válogatott szlovák labdarúgó, edző.
- Itt született 1956-ban Peter Herda csehszlovák válogatott szlovák labdarúgó, csatár.
- Nagyjácon szolgált Pelikán Ferdinánd (1814–1864) római katolikus plébános.
- Nagyjácon szolgált Jancsó András (1756–1824) katolikus lelkész.

## Nevezetességei
- Szűz Mária tiszteletére szentelt római katolikus temploma valószínűleg a 14. században épült. Mai formáját az 1680-as átépítéskor nyerte el.
- Temetőkápolnája a 19. század elején épült.
- Modern temploma.

## Külső hivatkozások
- Községinfó
- Jác Szlovákia térképén
- Travelatlas.sk